# Mestna palača, Udaipur
Mestna palača, Udaipur je kompleks palač v mestu Udaipur v indijski zvezni državi Radžastan. Gradili so ga v obdobju skoraj 400 let, s prispevki več vladarjev dinastije Mevar. Njena gradnja se je začela leta 1553, začel jo je Maharana Udai Singh II. iz družine Sisodia Radžput, ko je preselil svojo prestolnico iz nekdanjega Čitorja v novo nastalo mesto Udaipur. Palača stoji na vzhodnem bregu jezera Pičola in ima v svojem kompleksu zgrajenih več palač.
Mestna palača v Udaipurju je bila zgrajena v razkošnem slogu in velja za največjo te vrste v zvezni državi Radžastan. Zgrajena je bila na vrhu hriba v fuziji radžastanske Rrdžputske arhitekture, ki zagotavlja panoramski pogled na mesto in njegovo okolico. S pogledom na jezero Pičola je več zgodovinskih spomenikov, kot so Jezerska palača, Džag Mandir, Džagdiš tempelj, Monsunska palača in tempelj Neemač Mata, vsi v bližini kompleksa palače. Te znamenitosti, ki ležijo v pogorju Aravali, so v popularni kulturi povezane s snemanjem filma Octopussy o Jamesu Bondu iz leta 1983.

## Zgodovina
Mestna palača je bila zgrajena sočasno z ustanovitvijo mesta Udaipur s strani Maharane Udai Singha II. in njegovega naslednika Maharanasa v obdobju naslednjih 400 let. Maharane so živeli in upravljali svoje kraljestvo iz te palače, zaradi česar je kompleks palače postal pomembna zgodovinska znamenitost.
Kraljestvo Mevar je sprva cvetelo v Nagdi (30 kilometrov severno od Udaipurja), ki ga je leta 568 ustanovil Guhil, prvi Maharana iz Mevarja. V 8. stoletju so prestolnico preselili v Čitor, utrdbo na vrhu hriba, od koder je Sisodias vladal 800 let. Maharana Udai Singh II. je podedoval kraljestvo Mevar v Čitorju leta 1537, toda do takrat so bili znaki izgube nadzora nad trdnjavo v vojnah z Moguli. Udai Singh II. je zato za svoje novo kraljestvo izbral lokacijo blizu jezera Pičola, saj je bila lokacija z vseh strani dobro zaščitena z gozdovi, jezeri in hribi Aravali. To mesto je, po nasvetu puščavnika, ki ga je srečal med enim od svojih lovskih odprav, izbral za svojo novo prestolnico, veliko preden je cesar Akbar oplenil Čitor.
Najzgodnejša kraljeva stavba, ki jo je tu zgradil, je bila kraljeva palača imenovana Rai Angan, ki je predstavljala začetek gradnje kompleksa mestne palače.
Po smrti Udai Singha leta 1572 ga je nasledil njegov sin Maharana Pratap, ki mu je v bitki pri Haldighatiju leta 1576 uspelo premagati Akbarja. Po smrti Maharane Pratapa je vajeti oblasti v Udaipurju prevzel 
Amar Singh I..
Toda z naraščajočimi napadi plemen Marata do leta 1761 sta bila Udaipur in država Mevar v hudi stiski in v ruševinah. Mir se je vrnil leta 1817 s pogodbo o premoči (= prevladujoča pogodba), ki so jo vsilili Britanci, ki je zagotovila obnovitev vseh dednih kneževin in njihovo zaščito v primeru vdorov. Po osamosvojitvi Indije, 15. avgusta 1947, in na pobudo Maharane Bhupala Singha, se je kraljevina Mevar leta 1949 združila z Indijsko unijo hkrati z drugimi kneževskimi državami Radžastana. Kralji Mevarja so nato izgubili tudi svoje posebne kraljeve privilegije in nazive. Zaporedni Maharani pa so obdržali lastništvo nad palačami v Udaipurju in dele kompleksa palače spremenili v hotel.
Palača Udaipur je veličasten simbol Mevarja.

## Arhitektura
Niz palač v kompleksu Mestne palače, za izvrstno fasado dolžine 244 metrov in višine 30,4 metra, je bil zgrajen na grebenu vzhodno od jezera Pičola. Kompleks je v mestu Udaipur na 24°34′34″N 73°40′48″E / 24.576°N 73.68°E, ki je postavljen na povprečno nadmorsko višino 598 metrov. V daljšem obdobju, od leta 1559 dalje, jih je gradilo 22 generacij Sisodia Radžputov. Več Maharan, začenši z Udai Singhom II., je prispevalo k tej stavbi, ki jo sestavlja aglomeracija struktur, vključno z 11 majhnimi ločenimi palačami. Edinstven vidik tega konglomerata je, da je arhitekturna zasnova izrazito homogena. Kompleks palače je v celoti zgrajen iz granita in marmorja. Notranjost kompleksa palače z balkoni, stolpi in kupolami prikazuje občutljivo delo z ogledali, marmorjem, freske, stenske poslikave, srebrna dela, intarzije in ostanke barvnega stekla. Kompleks nudi pogled na jezero in mesto Udaipur z zgornjih teras.
Palače znotraj kompleksa so medsebojno povezane s številnimi čovki ali štirikotniki s cikcakastimi hodniki, načrtovanimi na ta način, da bi se izognili nenadnim napadom sovražnikov. Po vstopu skozi glavna Tripolia (trojna) vrata so v kompleksu postavljeni Suradž Gokhda (pročelje za ozaveščanje javnosti), Mor-čovk (Pavje dvorišče), Dilkhuš Mahal (srčna slast), Surja Čopar, Šeš Mahal (Palača iz stekla in ogledal), Moti Mahal (Palača biserov), Vile Krišna (poimenovane po Gospodu Krišni), Šambu Nivas (zdajšnja kraljeva rezidenca), Vile Bhim, Vile Amar (z dvignjenim vrtom), ki gleda Badi Mahal (velika palača), palača Fateprakaš in palača Šiv Nivas; zadnji dve sta bili spremenjeni v hotela. V kompleksu so pošta, banka, potovalna agencija, številne obrtne trgovine in tudi indijski butik, ki pripada Svetovnemu skladu za naravo (WWF). Celoten kompleks je v lasti kraljeve družine Mevar z različnimi skladi, ki vzdržujejo strukture.

## Strukture znotraj kompleksa
Vhodna poslopja
Vhodna poslopja ali prehodi, pogovorno imenovani Pols, so postavljeni vzhodno od mesta Udaipur. Številni takšni prehodi omogočajo dostop do kompleksa palače.
Glavni vstop iz mesta je skozi 'Badi Pol' (Velika vrata), ki vodi na prvo dvorišče. Badi Pol (zgrajen leta 1600) vodi do Tripolia Pol, trojno obokanih vrat, zgrajenih leta 1725, ki zagotavljajo severni vhod. Cesta med temi vrati in palačo je obrobljena s trgovinami in kioski v lasti obrtnikov, knjigovezov, slikarjev miniatur in trgovcev s tekstilom. Med temi dvemi vrati je postavljenih osem marmornih lokov ali Toranas. Rečeno je, da so Maharane tukaj tehtali z zlatom in srebrom, ki so ga nato razdelili med lokalne ljudi. Za vrati Tripolije je arena pred Toran Polom in fasado palače Manak Čovk, kjer so v preteklosti prirejali boje slonov, da bi preizkusili njihovo moč pred začetkom vojnih pohodov.
Do glavnega bloka Mestne palače pridemo skozi skromna vrata s terase Ganeša Deodhi. Vrata obdajajo pobeljene stene, živahno poslikane z bojnimi živalmi v tradicionalnem radžputskem slogu. Na vhodu je velik balvan, kjer so bili privezani sloni. To parkirišče za slone je zdaj postalo parkirišče za avtomobile.
Za vhodom v Badi Pol je ogromen zid, ki je bil namenjen boju s sloni. Slon, ki se prvi dotakne stene, bi veljal za šibkega slona. Oba slona bi se v tem boju vlekla drug drugega.
Amar Vilas
Amar Vilas je najvišje dvorišče znotraj kompleksa, ki je dvignjen vrt. Omogoča vstop v Badi Mahal. Zgrajena je bila v mogulskem slogu kot paviljon za uživanje. Ima zaobljene arkade, ki obdajajo kvadratno marmorno kad. Amar Vilas je najvišja točka mestne palače in ima čudovite viseče vrtove s fontanami, stolpi in terasami.
Badi Mahal
Badi Mahal (Velika palača), znana tudi kot Vrtna palača, je osrednja palača, ki je na 27 metrov visoki naravni skalni formaciji nasproti preostalega dela palače. Prostori v pritličju so glede na višinsko razliko do okoliških stavb videti na ravni četrtega nadstropja. Tu je bazen, ki so ga takrat uporabljali za praznovanje festivala Holi (praznik barv). V sosednji dvorani so na ogled miniaturne slike 18. in 19. stoletja. Poleg tega so upodobljene stenske poslikave Džaga Mandirja (kot se je pojavil v 18. stoletju), Višnuja iz templja Džagdiš, samo dvorišče in prizor boja s sloni.
Bhim Vilas
Bhim Vilas ima galerijo z zbirko miniaturnih slik, ki prikazujejo resnične zgodbe Radha-Krišne.
Čini Čitrašala
Čini Čitrašala (mesto kitajske umetnosti) prikazuje kitajske in nizozemske okrasne ploščice.
Čoti Čitrašali
Čoti Čitrašali ali 'Rezidenca malih slik', zgrajena v začetku 19. stoletja, ima slike pavov.
Dilkhuša Mahal
Dilkhuša Mahal ali 'palača radosti' je bila zgrajena leta 1620.
Durbar Hall
Dvorana Durbar Hall je bila zgrajena leta 1909 v palači Fatehprakš kot prizorišče uradnih dogodkov, kot so državni banketi in srečanja. Galerijo v dvorani so kraljeve dame uporabljale za opazovanje postopka Durbar. Ta dvorana ima razkošno notranjost z velikimi lestenci. Tukaj je upodobljeno orožje maharan in nekaj njihovih portretov. Temeljni kamen za to dvorano je položil Gilbert Elliot-Murray-Kynynmound, 4. grof Minto, podkralj Indije leta 1909, med vladavino Maharana Fateh Singha in se je takrat imenovala Minto Hall.
Palača Fateprakaš
Palača Fateprakaš, ki je zdaj luksuzni hotel, ima kristalno galerijo, ki jo sestavljajo kristalni stoli, toaletne mizice, zofe, mize, stoli in postelje, posoda, namizne fontane, ki niso bile nikoli uporabljene. Tukaj je tudi preproga z dragulji. Maharana Sadždžan Singh je te redke predmete naročil leta 1877 pri F&C Osler & Co iz Londona, vendar je umrl, preden so prispeli sem. Pravijo, da so paketi s temi kristali ostali neodprti 110 let.
Krišna Vilas
Krišna Vilas je še ena dvorana, ki ima bogato zbirko miniaturnih slik, ki prikazujejo kraljeve procesije, festivale in igre Maharan.
Lakšmi Vilas čovk
Lakšmi Vilas čovk je umetniška galerija z značilno zbirko slik Mevarjev.
Manak Mahal
Manak Mahal, do katerega se približamo iz Manak Čovka, je ograjen prostor za formalno avdienco vladarjev Mevarja. Ima dvignjeno nišo, v celoti vstavljeno v zrcalno steklo. Emblemi v obliki sončnega obraza v bleščeči medenini, verski znaki dinastije Sisodia so ponavljajoči se prikazi na več lokacijah v mestni palači, eden pa je upodobljen na fasadi Manak Čovk. Največji tak emblem je viden tudi na steni Surja Čopar, sprejemnega centra na nižji ravni. Emblem Surja ali Sonce dinastije Mevar prikazuje Bhil, Sonce, trdnjavo Čitor in Radžput z napisom v sanskrtu citat iz Bhagavad Gite (hindujski sveti spis), ki pomeni »Bog pomaga tistim, ki opravljajo svojo dolžnost«. Za Maharane je bilo običajno, da so se vsako jutro pred zajtrkom poklonili Soncu, obrnjenemu proti vzhodu.
Mor Čovk
Mor Čovk ali Pavov trg je sestavni del notranjih dvorišč palače. Dovršena zasnova je sestavljena iz treh pavov (ki predstavljajo tri letne čase poletje, zima in monsun), modeliranih v visokem reliefu in obloženih z barvnim steklenim mozaikom, vgrajenih v zaporedne niše v območju stene ali džharoka. Zgrajene so bile v času vladavine Maharane Sadždžana Singha, 200 let po ustanovitvi palače. Pavi so izdelani iz 5000 kosov stekla, ki se svetijo v zeleni, zlati in modri barvi. Apartmaji pred Čovkom imajo prizore iz legend o hindujskem bogu Krišni. V zgornjem nadstropju je štrleči balkon, ki ga obdajajo vstavki iz barvnega stekla. V sosednji sobi, imenovani Kanč-ki-Burdž, krasijo stene mozaiki ogledal. Badi Čarur Čovk znotraj tega čovka je manjše igrišče za zasebno uporabo. Njena zaslonska stena ima poslikane in intarzirane kompozicije, ki prikazujejo moške (Evropa) in ženske Indijke (indijsko ljudstvo). Če nadaljujemo od Mor-Čovka, v Zenana Mahalu ali ženskih četrtih opazimo izvrstno oblikovane niše, balkone, barvna okna, popločane stene in tla.
Rang Bhavan
Rang Bhavan je palača, v kateri so hranili kraljevi zaklad. Tukaj so templji Gospoda Krišne, Meera Bai in Šiva.
Šeš Mahal
Šeš Mahal ali palačo ogledal in kozarcev je leta 1716 zgradil Maharana Pratap za svojo ženo Maharani Adžabde.
Muzej
Leta 1974 so del mestne palače in 'Zenana Mahal' (Žensko dvorano) preuredili v muzej. Muzej je odprt za javnost.

## V popularni kulturi
Palača je bila prikazana kot hotel v filmu o Jamesu Bondu Octopussy iz leta 1983, kjer je ostal Bond (ki ga igra Roger Moore), ko je začel svoje prizadevanje za prijetje antagonista Kamala Khana (Louis Jordan).
Dokumentarni film DŽag Mandir iz leta 1991, ki ga je za televizijo režiral Werner Herzog, je sestavljen iz posnetkov dovršene gledališke predstave za Maharano Arvinda Singha Mevarja v mestni palači, ki jo je uprizoril André Heller.
Palača je bila uporabljena za snemanje dela Goliyon Ki Raasleela Ram-Leela (angleško: A Play of Bullets: Ram-Leela) 2013 v režiji Sanjaya Leele Bhansalija. 15. avgusta 2018 je indijska pošta izdala priložnostno znamko, ki prikazuje palačo.
Območje palače Manak Čovk služi kot prizorišče letnih nagrad fundacije Maharana Mevar, v čast študentom, nacionalnim in mednarodnim osebnostim.

## Galerija
- Nočni pogled na mestno palačo Udaipur ob jezeru Pičola, pogled z Ambrai gata
- Mestna palača
- Pogled na dvorišča proti jezeru Pičola
- Zunanji pogled vogala palače
- Pogled od zadaj na palačo
- Notranji pogled na mestno palačo, Udaipur
- Radžastanska slika Gospoda Ganeša, mestna palača
- Kraljeva gugalnica v palači
- Kraljevo stranišče
- Fotografiranje iz zraka
- Širokokotni pogled na mestno palačo z zadnje strani, ki prikazuje tudi jezero Pič
- Fasada mestne palače Maneka Čovka
- Obzorje Udaipurja s palačo
- Spoj arhitekturnih slogov Radžastana in Mogulov
- Balkoni na mestni palači
- Notranjost